# Happy! (漫画)
『Happy!』（ハッピー）は、浦沢直樹による漫画で、テニスを題材としたスポーツ漫画。1993年から1999年にかけて『ビッグコミックスピリッツ』に連載された。全23巻。2004年に1ヶ月につき2巻のペースで完全版が出版された（全15巻）。累計発行部数は1800万部を記録している。連載終了後にしばらくしてテレビドラマ化され、2006年4月7日にTBS系列でスペシャルドラマとして、続編が2006年12月26日に「Happy!2」が放送された。
題名は『YAWARA!』に続いて、主人公の名前から付けられている（海野幸→HAPPY）。

## 本作誕生の経緯
1993年に『YAWARA!』の連載の終了が予定され、浦沢は次作のミステリー物の構想を練っていた。そんな中、ビッグコミックスピリッツ編集部より「『YAWARA!』を終わらせないでくれ」という要請が来る。しかし、浦沢はこの要請を拒否したという。
しかしながら、編集部からの「次回作はスポーツ物で」という強い要請が来たため、浦沢は「『YAWARA!』の後に同じようなスポーツ物を描いても『YAWARA!』は超えられない。それでもいいですか？」「『YAWARA!』は観客から応援される主人公だったが、次回作はブーイングを浴び続ける主人公にする。それでも？」と念押しし、編集部から承認を得てスポーツ物を描くことを受諾した（後にミステリー物は『MONSTER』として執筆される）。
当初は、題材としてバレーボールを扱おうとしていたが、バレーボールの最終目標がオリンピックでは『YAWARA!』との差別化が図れないことから、金を稼ぐことを目的としたプロスポーツ物として構想した結果、女子テニスでの連載をすることになった。
本作はアニメ化もされずに『YAWARA!』ほどの熱狂的なブームこそ起きなかったが、浦沢本人があらためて読み返すと「自分で言うのは何だけど、なかなか面白いじゃないか？」と完全版15巻のあとがきにて振り返っている。

## あらすじ
両親と死別し、幼い弟妹の世話をする高校3年生、海野幸はある日、事業に失敗し蒸発した兄の借金2億5000万円を背負うことになってしまう。そこで高校に退学届を提出しプロテニスプレイヤーとなることを決意する。
日本プロテニス界の有力者、鳳財閥会長の鳳唄子にテニス界からの永久追放を通告されてしまうが、唄子のかつてのライバル・竜ヶ崎花江の娘である竜ヶ崎蝶子がテニス界のヒロインとして注目されたため、それに対抗する形で幸がテニスプレイヤーとなる。
こうして、幸は兄の借金を返すためにプロテニスをすることになった。

## 登場人物

### 海野家の人々
海野 幸（うみの みゆき）
主人公。成明学園中等部時代に全日本ジュニア選手権で優勝する。しかし、兄の手によって両親が死去してしまった事で公立高校に進学し、テニスも諦めさせられる。程なくして兄が莫大な借金を残して失踪。その借金返済のために、内定していた丸越屋デパートの就職をけって、プロテニスプレイヤーになることを決意する。
野性的とも言えるカンの良さと反射神経、驚異的なスタミナと瞬発力を持つ選手。物語後半からは通常より速いテンポのライジングショットを武器に戦うが、それがきっかけで左足に故障を負うことになる。すさまじい集中力を持ち、かなりの劣勢から逆転して勝利することもある（いわゆるスロースターター）。ただし、本人の頭からは「ボールを打つ」こと以外は消えているため、冷水のつもりで麦茶・ジュースを被る、ラケットとバナナを間違える、シューズと間違えてスリッパに履き替える、などの奇行を取ってしまうこともある。
人間としてまっすぐ正直であるため周囲の人々からは慕われているが、ラケットを投げ飛ばしてしまったり（強打を受けて手が痺れていた）、審判のミスジャッジに抗議したり（実際にミスだった）、選手との握手を拒否したり（ジャッジミスで負けを宣告されたため）、人気選手のドレスをジュースで汚してしまったり（完全に事故）、試合後のインタビューに応じなかったりしたことなどから（空港に急ぐ必要があった）、結果として世間からはヒールと認知されてしまっている。抱えている事情を公表すればバッシングも和らぐはず、と助言を受けるも「それでは兄が悪者にされてしまうから」と黙っている。
中学時代から圭一郎に想いを寄せていて、テニスのライバルそして恋敵（本人はそう認識していない）でもある蝶子から様々な嫌がらせを受けているが、幸は嫌がらせが蝶子によるものと知らないため、何かと世話を焼いてくれる良い友人だと思っている。
女王ニコリッチについて、かつて日本で幸が買おうとしていたバーゲン品のカーディガン（￥4,800）を横取りされたことをきっかけに因縁が生じる。ニコリッチは忘れていたが幸はその事をずっと根に持っていた。
全米オープン、全仏オープンなどで蝶子やニコリッチに歯が立たず敗れるが、コーチであるサンダー牛山の教えを忠実に守り力をつけていき、最終的に膝に選手生命を脅かすほどの致命的な爆弾を抱えながらも、ウィンブルドンに出場し準決勝で蝶子、決勝でニコリッチを激戦の末に倒し優勝を果たした。試合終了後、賞金等は借金返済に回したので、また無一文になり同じアパートでの貧乏生活は続き、膝の怪我もあり現役引退するかを迷っていたが復帰を示唆する。
海野 家康（うみの いえやす）
長男。マツタケとトリュフの養殖事業に失敗し、2億5千万円の借金を背負い失踪。楽観的で騙されやすい。両親を他界させた張本人（幸の全日本ジュニア選手権優勝を祝うために知識もないのに調理したフグ料理によるもの）。幸は「全て家族を想ってやったこと」と怨むこともなく常に家康の身を案じている。幸のウィンブルドン優勝賞金での借金完済後も、その性格や行動は全く変わっておらず怪しい事業に手を出している。
海野 舵樹（うみの かじき）
次男。プロレスごっこが大好きで、いつも暴れ回っては幸を困らせているが姉想いであり、幸を悪く言う同級生を殴ったこともある。将来の夢は弟の三悟とプロレスのタッグチームを組むこと。
海野 沙代里（うみの さより）
次女。小学生とは思えないカンの鋭さ（主に恋愛方面）で、時折周囲の大人を圧倒する。ある程度の家事もこなせる気が強いしっかりもの。将来の夢は「結婚した男を総理大臣にする」こと。
海野 三悟（うみの さんご）
三男坊で末っ子。人物の本性を見抜いたり、悪い予感を察知したり、UFOらしきものを呼んだりと、不思議な雰囲気を持つ幼稚園児。幸と沙代里からは「くん」付けで呼ばれている。
海野 洋平太（うみの ようへいた）
幸の父。故人。コーチングをするのも恐れ多かった現役時代の鳳唄子に向かって、平然と欠点を指摘した人物。当時の日本男子選手では唯一、グランドスラム優勝を狙える実力者であった。その鷹揚でまっすぐな性格から唄子に想いを寄せられていたが、唄子に対してフィアンセとして福子を紹介する形で知らないうちに唄子を振ってしまい、その仕返しでテニス界を追放されてしまった。試合前、試合中に奇行が目立つ選手であったらしく、その部分は幸に受け継がれている。死因は幸の全日本ジュニア選手権優勝を祝うために家康が調理したフグ料理があたったため。
海野 福子（うみの ふくこ）
幸の母。故人。料理上手であり、特にハヤシライスは絶品だった。幸がレシピを聞く前に亡くなってしまったが、後に幸が味の記憶を頼りに再現した。死因は洋平太と同様、幸の全日本ジュニア選手権優勝を祝うために家康が調理したフグ料理があたったため。

### 鳳財閥および鳳テニスクラブの人々
鳳 圭一郎（おおとり けいいちろう）
鳳財閥の御曹司。大学テニス界ではかなりのプレーヤーで日本テニス界のプリンスと将来を嘱望されプロ転向をマスコミから期待されている。幼少の頃から母・唄子に過保護に育てられており、すべて母が決めた通りの人生を送ってきた。そのことを恥じつつもマザコン気質からは抜け出せず、大学生になっても母親を「おかあしゃま」と呼び頭が上がらない。
幸とは同じ中学に通っており、裕福な家庭の生徒ばかりのテニス部内で馴染めずにいた幸を気に掛けていた。イケメンのボンボンで女性ファンも多く、いかにも遊んでいそうだが、中学時代から一途に幸を思い続けており、他の女性との交際経験が無い。借金取りの桜田純二も幸を思っている事を知っており、もしかしたら幸も純二に気があるのではないか？と感じているフシがある。そのため、純二と幸の仲を取り持ちかねない事をする場合も。
当初は世間知らずで典型的なおぼっちゃまであったが、幸の力になろうと奮闘する過程で次第にたくましくなっていく。ついには母の意向を振り切り、プロ転向を果たすが、プロの重圧に耐えきれず足に痙攣を起こしてしまうなど精神的な脆さを露呈してしまい、デビュー戦は惨敗。
USオープン出場のため渡米した幸を追って自身も渡米した際、世界的な名コーチのフリッツ・シューマインに助言を乞うも、プロでやっていくのは無理だと一蹴され、一時はテニスを断念。その後コンビニの店員やホスト、紆余曲折を経て蝶子のコーチに就任する。コーチング能力に関してはサンダーから称賛を受けるほど的確で優秀であった。
その後、桜田が幸の借金返済にために会社の金を横領したことで制裁を受けることを知り救出に向かうが、刺し殺されそうになった桜田を庇ったため、右手にラケットも握れないほどの重傷を負ってしまう。これで完全に選手生命が絶たれたとテニスを諦めるが、どん底の状況でも奮闘する幸の姿を見て奮起し、サンダーに組んでもらったリハビリトレーニングを黙々と続ける。その結果、由利組に人質に取られた幸の兄妹たちやナタリーの救出において窮地に陥った一行を見事なサーブで救ってみせ、知らぬうちにケガが完治していたことに気付く。
その後はプロとして復帰、これまでの騒動での経験による精神的、身体的な成長もあってか復帰戦では見事に勝利を飾った。
鳳 唄子（おおとり うたこ）
鳳財閥の会長で、日本女子テニス界の先駆け。昭和43年に全日本選手権を制覇。所属していたテニスクラブの新任コーチ、海野洋平太に最初で最後の恋をするが、儚くも恋破れた。それ以来、海野家を毛嫌いするようになり、海野家をテニス界から追放してきた。しかし世間ではライバルと評されている竜ヶ崎家の名声向上を嫌い、竜ヶ崎蝶子のデビュー戦に海野幸をぶつけるために出場させることを決める。その後は幸をサポートすることを決めたが、完全に許したわけではなく、「悪霊」「疫病神」などと呼んで冷たく突き放したり、酷い仕打ちを与えることもある。洋平太の事もあり幸を憎んでいたはずだが、幸に課した特訓等はすべて幸のためであり、亡き洋平太への贖罪であった、という事になっている。
賀来 菊子（かく きくこ）
鳳テニスクラブ会員。通称「お菊さん」。桜田や舵樹たちからは「かきくけこ」と呼ばれている。国体優勝候補といわれている。男子顔負けのプレースタイルや性格から女性ファンも多い。幸の良き理解者であり、心強い味方。初めて試合をしたときから幸のことを気にかけているが、実はレズビアンと噂されている。幸がアメリカ遠征中、鳳テニスクラブの同僚の蘭、好子、美樹が当初幸に何かと嫌がらせしていたこととそれを助言した張本人が蝶子であることを、鳳テニスクラブのカフェテリア内のテレビでUSオープンでの幸や蝶子の試合を観戦していた蘭たち3人の会話から知ってしまい、それ以降蝶子とは因縁があり、特に幸の事もあって、マリリン・レディース決勝後には蝶子に対し暴行事件を起こし一時的にプロ選手登録を抹消されるなど敵対していたが、のちに宿命のライバルと並び称されるようになる。
桂木（かつらぎ）
唄子の秘書。人形焼きが好物。唄子に30年もの間仕え続けている稀有な人物。
ジョン・トラボルタ
唄子の愛犬にして鳳家の番犬。美しい者以外には決して懐かない一方、敵と見なした者には容赦無く飛び掛かる。食べることとメス犬が大好きな自由奔放な犬だが、時として名犬を思わせる働きぶりを見せる。
蘭、好子、美樹（らん、よしこ、みき）
鳳テニスクラブの幸の同僚の会員3人。当初幸が圭一郎に何かと優しくしてもらっているのが気に入らず、蝶子の助言で幸に何かと嫌がらせをするが、後に鳳テニスクラブのカフェテリア内のテレビでUSオープンでの幸や蝶子の試合を観戦中にその嫌がらせの会話を偶然にも賀来菊子に聞かれてしまう。

### 竜ヶ崎財閥の人々
竜ヶ崎 蝶子（りゅうがさき ちょうこ）
竜ヶ崎花江の娘。全日本ジュニア選手権を制し、ルックス、実力を兼ね備えたテニス界のアイドル的存在。表面上は可愛らしい女の子を装っているが、悪魔の如き汚い本性を持つ相当の策略家で、鳳圭一郎を自分のモノにするべくあの手この手を使い幸を貶めようとする。
その策略振りは最早、犯罪者レベルとして悪質極まりなく、テニスにおけるライバルたちを潰すためにも遺憾無く発揮されている。本人曰く「自分はプロなので、色々背負っているものがある。だからどんな手段を使ってでも絶対に勝つ」。いつも「キャキャキャ」と笑っているが、圭一郎の事を想った時等、険のない穏やかな表情を見せる。
当初、圭一郎にまとわり付いてちょっかいを出していたのも、彼を「ブランド物」と見なしてキープしていただけにすぎなかったが、圭一郎が次第にたくましく男らしくなっていく姿に本気で想いを寄せるようになる。これが彼女にとっての本当の意味での初恋であり、同時に圭一郎が想う幸への嫉妬と憎しみも大きくなっていく。
終盤のウィンブルドン準決勝戦の直前で圭一郎に振られたことで本性を露にし幸を追い詰めるが、彼女の驚異的な粘りの前に遂に敗北。試合後の会見でも可愛らしいアイドル振ることを止め、素で応じたために記者たちは「蝶子ちゃんが壊れた！」と大騒ぎになった。
帰国後、幸へのリベンジのため猛特訓をする中、圧倒的実力を持つ女王ニコリッチに対し、左膝の故障を抱えながらも必死に食い下がり、追い上げる幸の試合を見て「私に勝ったんだからこれくらい当たり前だ」と言いながら、作り物ではない本物の涙と笑顔を見せる。幸がついにニコリッチを破った際には、再び涙を浮かべた。
名前の由来は『エースをねらえ!』の「お蝶夫人」こと竜崎麗香。
竜ヶ崎 花江（りゅうがさき はなえ）
竜ヶ崎財閥の会長。鳳唄子とは、かつて日本女子テニス界を二分したライバルであり、テニスプレイヤー引退後も財界で熾烈な争いを繰り広げている。唄子を貶めようと常に企む策略家であり、その資質は娘である蝶子へ完全に受け継がれている。

### 二子山家の人々
二子山 景子（にこやま けいこ）
竜ヶ崎蝶子の遠縁にあたる丸顔でズングリ体型の中年女性。更新料を支払えなかったことで住んでいたアパートを追い出された幸と弟妹たちを居候させ、掃除、洗濯をさせるなどこき使う。どケチで傲慢で成り上がりで底意地が悪く、金儲けのことしか考えていない。後に幸が全日本クレオパトラ杯にエントリーしたことを知ると、鳳サイドのスパイだと言い放ち弟妹たちもろとも二子山家から追い出す。双子の娘に対しては、若菜が幸に試合で敗北し悔し涙を流すと「いつまでメソメソ泣いてんだね!」と怒鳴りビンタするなど厳しくあたり、また「あんたたちにどれほどの金が動いてると思ってんだね」と聞くなど金儲けの道具としか扱っていない様子。普段は名古屋弁で喋る。名前の由来は当時人気を博していた相撲の二子山と貴乃花夫人（当時）の河野景子で作中にも若貴兄弟など相撲の話題が出てくる。
二子山 若菜（にこやま わかな）
二子山景子の娘で双子の姉。二子山家に居候した幸にヒッティングパートナーをさせる。後に幸が鳳サイドのスパイだと景子から聞かされ弟妹たちもろとも二子山家から追い出された後、プロ転向後の全日本クレオパトラ杯準決勝で幸と対戦、あっけなく敗北する。
二子山 貴菜（にこやま たかな）
二子山景子の娘で双子の妹。二子山家に居候した幸にヒッティングパートナーをさせる。後に幸が鳳サイドのスパイだと景子から聞かされ弟妹たちもろとも二子山家から追い出された後、プロ転向後の全日本クレオパトラ杯決勝で幸と対戦、姉と違い幸を苦戦に追い込むなど健闘するが敗北。

### プロテニス界の人々
サンダー牛山（サンダーうしやま）
アメリカロサンゼルス出身の日系人。鳳唄子の依頼を受けて幸のコーチとなる。見るからに怪しいオヤジであるが、その指導力は一流。さらにスポーツトレーナーとしても優秀であり、触っただけでその選手の身体の状態がわかる。
1970年に来日し数々の優秀なテニスプレイヤーを育てるが、スケベでちゃらんぽらんな性格が災いして1980年に教え子にわいせつ行為を働き、八百長をさせたという噂が出て、テニス界から永久追放になっている。
完全管理主義として、おだてて、すかして、プレッシャーを掛けて強制して服従させる手法は取らない。確実に勝負師として勝てる技術と精神を身に着けさせる手法を好む。精神的なプレッシャーで強制しないが、教え子が成長する為の状況を容赦なく作り出す。教え子の技術と肉体と精神の状態を把握して最良条件を維持して成長させることを懸命に努力する。
また、政治にも長けていて策士でもあり、因縁のあるアラン・キャリントンを挑発して海野幸をUSオープンに推薦させることに成功している。ウィンブルドンのシード権を得るために故障を抱えた海野幸に必要最低限の試合数を選定している、インタビュー料100万円を請求することでマスコミを完全に遮断して海野幸をテニスに集中させている、など教え子をとことん大切にする優秀なコーチである。
しかしこれらの優秀な面は手段を択ばない下品さ、対象相手のプライドを容赦なく破壊する会話、TPOを無視した下品な発言、セクハラ発言、容姿の醜さと不潔さによって、元教え子だった鳳唄子だけしか理解していない。周囲から嫌われても構わないと、投げやりに社交している。
1980年に教え子の田中蘭から汚名を着せられている。田中は期待の新人と大注目された若手選手だったが、ウィンブルドンの一回戦で敗退。そのことでマスコミとスポンサーから攻撃されて精神的に沈み込む。休養先でもサンダーに当たり散らし、挙げ句の果てに発作的に海で入水自殺を図る。サンダーがなんとか救出し、心臓マッサージと人工呼吸を施すも、その場面をマスコミにわいせつ行為としてスクープされる。その後、田中蘭は記者会見でわいせつ行為を肯定、さらにウィンブルドンの敗退はサンダーから八百長の指示を受けわざと負けたと嘘の発言をする。その結果、サンダーはテニス界から追放と成ってしまった。真実を知る唄子は常にテニス界復帰を促していたが、自暴自棄に陥ったサンダーは酒に溺れ女に溺れ、3流プロ選手と組んで本当に賭博試合で八百長するコーチとなっていた。
田中蘭の苦い経験で、「夢見る奴はみんなバカだ！」と幸に対しても最初は信頼できず、賭博の八百長で賞金を稼ぐ、信頼関係が無くても、賞金で繋がったお互いに当たり障りの無い関係を構築しようとする。しかし海野幸は八百長を拒否する。勝つためにテニスをする幸の姿や、彼女が寄せる信頼によって田中蘭の苦い経験が浄化され、テニス界復帰を決意する。
なお、幸のことは以前田中をそう呼んでいたように「ベイビーちゃん」と呼んでいる。
サブリナ・ニコリッチ
東欧出身の世界的プレイヤー。14歳でプロデビューしてからはメキメキと実力を上げて行き、18歳で世界女王へと登り詰める。他の女子選手とは比較にならないほど圧倒的な強さを誇り、自身が汗をかく前に試合を決めてしまうほど。誰と戦っても圧勝してしまうため、ドローが発表されても自分の対戦相手が誰か全く気に掛けないどころか、顔も名前も眼中に入らない。その別次元の強さゆえ、テニスに対する情熱を失いかけている。元は貧しい家の生まれであったが、プロでの成功により急激に収入が増えた結果、テニスコートの整備士であった父が脱税、兄は麻薬でそれぞれ捕まり家庭が崩壊。コーチもマネージャーも帯同させておらず、孤独なツアー生活を送っている。年間獲得賞金2億5千万円で幸の借金と同等額であったことが、幸がプロテニスに入るきっかけとなる。巨万の富を得てからも質素な生活を送っており、幸が買おうとしていたバーゲン品のカーディガン(￥4,800)を横取りし、自分が先に掴んだと主張する幸に因縁を残して去っていく。登場した当初は柔らかな表情の女性であったが、物語が進むに連れて全く笑顔を見せなくなる。ニコリッチの全裸を見たサンダー曰く「こんなナイスバディに勝てるわけがない」。かねてかよりウィンブルドンを最後に現役引退を表明していたが、決勝での幸との激闘を経てテニスへの情熱を取り戻し、引退を撤回した。
ウェンディ・パーマー
人気、実力上昇中のアメリカテニス界のアイドル。アメリカ遠征中の幸と対戦する。当初は幸のことを「バナナの皮」と見下していたが、敗北。後にウィンブルドンでも幸と再戦を果たすが、男子選手（女たらしで有名な）に恋をしてしまったことで練習に身が入らなくなっていた。そこを蝶子につけ込まれ、精神を乱され再び敗北。悔しさのあまりロッカーで泣いていたが、その際ラケットに八つ当たりして折ったことでそれを見た幸も一緒に泣いてしまい、訳のわからないまま仲良くなる。その際に幸にもらった酢こんぶがお気に入り。
その後の決勝では客席から幸を応援し、幸がニコリッチとの激闘を制した瞬間には涙を流した。
アラン・キャリントン
ウェンディのコーチであり、全米テニス協会の次期会長候補。世間では爽やかな紳士的な人物で通っているが、本性は陰険で負けず嫌い。サンダー牛山とは小学校からの知り合いで、小学校の学芸会でサンダーの策略により大便を漏らして以来、サンダーから「うんこたれ」と呼ばれ軽蔑されている。それ以来サンダーに対して、何かにつけて尋常ならざる対抗意識を燃やしていた。しかし逆にその事をサンダーの策略によって幸を全米オープンに出場させるべく利用された。小学校の学芸会における事件以来コーラが苦手でコーラを飲むと下痢になっていたが、最終的にはコーラを克服した。サンダー憎しのためにその弟子の幸に対しても嫌悪感を示していたが、ウィンブルドンでは会場に入れず警備員に土下座して嘆願するサンダーの姿を見て便宜を図り膝を固定するためのテープを渡した。その後会場に戻りニコリッチとの激戦の前に思わず幸の応援をしていた。
フリッツ・シューマイン
テニス界の世界的な名コーチ。圭一郎とは旧知の間柄。「修理屋シューマイン」と呼ばれており、これまで何人ものトッププロテニスプレイヤーの微妙なフォームの崩れもたちどころに見抜いて勝利に導いてきた（修理してきた）ことで知られている。USオープン転戦のため渡米した幸を追って渡米してきた圭一郎も、自身が一流プレイヤーになるために何が必要かを見抜いてもらうためにシューマインと手合わせしたが（実際に手合わせしたのはシューマインがコーチをつけている売り出し中のピッコリ）、プロでやっていくのは無理だと一蹴されてしまい、一時的にテニスを断念することになる。
ピッコリ
フリッツ・シューマインがコーチをつけている売り出し中のテニスプレイヤー。USオープン転戦のため渡米した幸を追って渡米してきた圭一郎が、自身が一流プレイヤーになるために何が必要かを見抜いてもらうために手合わせした相手。圭一郎を打ち負かしてしまい、圭一郎が一時的にテニスを断念する決定的な要因となった。

### ビッグバンファイナンスの人々
桜田 純二（さくらだ じゅんじ）
高利貸し「ビッグバンファイナンス」営業主任。海野家康の残した借金返済のために家康の妹である幸にソープランドで働くことを強要する。高校時代にJリーガーを夢見て全国大会出場を目指すが、地方予選決勝で自らの自殺点によって敗退し、周囲から見限られたと思い自ら夢を断つ羽目になる。
その後はビッグバンファイナンス営業部長の三枝十三に拾われ、文字通りのチンピラとして人生を送るが、取り立てで出会った幸が必死にテニスに打ち込む姿にかつての自分を重ね、陰で支えるようになり、やがて想いを寄せるようになる。ふとしたことでよく幸と口論になるが、端からは仲睦まじい様子に見える。だが、幸と圭一郎が相思相愛な事も知っているので、幸へはわざと突き放すような言動をしたり、圭一郎に度々発破をかけたりする。
幸の借金返済のため会社の金を横領し同僚たちに痛めつけられた後、出張とは名ばかりの都落ちとなり寒い地方へ異動、その際に失踪中の家康を発見し、会社側から「始末しろ」と言われたのにも関わらず逃がすなど、物語終盤は会社側を半分裏切るようになる。
その後、由利組に人質にとられた幸の兄妹たちやナタリーを救い出した際、同行していたフィリピーナのルビーとともに、由利組の構成員に由利組の別荘近くの崖まで追い詰められ崖下の海に飛び込む。その後はルビーの家族とともにフィリピンで暮らしている写真が幸のもとに送られた。
鰐淵 京平（わにぶち きょうへい）
高利貸し「ビッグバンファイナンス」社長。「クロコダイルエージェンシー」という代理店の社長も兼任。金に対する執着と汚さは家康を遥かに凌ぎ、海野幸と代理契約を結び、莫大な利益を得ることを目論む。幸に普通の女性にはない「輝き」を感じ、異常とも思えるほど固執していく。自分は特別な人間であると思っており、他者を完全に見下し、部下に対しても一切の情をかけることが無く、目的のためなら手段を選ばない。幸から「そんな性格は直したほうが良い」との助言を受けるも全く理解しようとしなかった。そんな性格が災いし、取引先から断絶され会社は傾き、部下の社員達にも逃げられてしまう。資金繰りの際に金を借りた由利組の構成員に殺されかけるが、幸からブックメイカーの配当金2億5千万を借金の返済という事で託され、結果命を救われた。
三枝 十三（さえぐさ じゅうぞう）
高利貸し「ビッグバンファイナンス」営業部長。桜田の直属の上司で、サッカーを挫折した桜田を拾い、育て上げる。桜田がヘマをしたり仕事の成果を出せなかった際「鈍ニ」と呼ぶ。先代社長に恩があり、会社が破綻した後も唯一鰐淵の側から離れなかった。
山口 百太郎（やまぐち ももたろう）
桜田の舎弟のような男。桜田を「アニキ」と呼び慕っている。
辰巳（たつみ）
桜田の同僚で兄貴分。桜田がヘマをしたり仕事の成果を出せなかった際他の同僚とともに桜田を痛めつけたりしているが、本人曰くジェントルであり一応"仏の辰巳"で通っているらしい。

### その他の人々
弁天橋 雛（べんてんばし ひな）
弁天橋財閥の令嬢。圭一郎と見合いをする。美人な上に見事な巨乳の持ち主で、茶道、華道、ピアノ、乗馬にバレエ、全てにおいて一流の実力を持ち、さらには外国語も堪能であるという、正真正銘の才色兼備なお嬢様。蝶子の策略もあって当初は幸の事を快く思っていなかったが、幸の人間性に心打たれ幸を応援していくようになる。
タマヨ
幸がアメリカ遠征中に知り合った日系人の女性。11人の子供を立派に育て上げたという、正真正銘の肝っ玉母ちゃん。自称幸のファンクラブ会長。自身が100万賭けて手に入れた2億円を幸の借金のために譲り渡す。
ナタリー
サンダーの知人であるオカマ。料理上手で海外遠征中の幸に代わり弟妹の世話をする。怒るとときどき地声が出てしまう。本名「岩田一徹」。
ルビー
由利組直営のフィリピンパブで働く若いフィリピーナ。フィリピンに病気の親と3人の子供を残して出稼ぎに来ている。少しでも金を稼ごうと店に無断で客を取ったことがバレてしまい、その見せしめとして始末されかかっていた所を純二達に救われる。純二に恩義を感じており、「サグラダさん」と呼び慕う。境遇が幸と重なる部分がある。
由利 薫（ゆり かおる）
会社の経営が破綻した鰐淵が資金繰りの際に金を借りた由利組の組長。気が短く、金を返さなかった相手には相当むごい仕打ちをすることで恐れられている。幸のウィンブルドン転戦中、幸の兄妹たちやナタリーを人質に取り由利組の別荘に監禁するが、救出に来た純二に「10年間捜し続けてやっと手に入れたお宝」を潰され激怒。純二に拳銃を発砲しようとするが、純二に同行していたルビーに背後から花瓶で殴られ気絶してしまう。
ドクター中松（ドクターなかまつ）
写真家。完璧主義者。テニス界のアイドル的存在である蝶子の写真集を撮影したものの、休憩時間中に抜き打ちで蝶子のキツイ表情の写真まで撮影しており、自身のスタジオで写真選定中にたまたまテレビで観戦していたウィンブルドンの準決勝で幸と対戦中の蝶子のキツイ表情がテレビに映し出されると、この蝶子の表情がビビンとくると発言（先述の抜き打ちで撮影した写真の蝶子の表情と同じ。なお写真選定の際はこの写真のみ蝶子サイドからNGが出ていた。）、蝶子の本性に感づいていた。

## 書誌情報

### 単行本
- 浦沢直樹 『Happy!』 小学館〈ビッグコミックス〉、全23巻
  1. 1994年4月1日初版第1刷発行、ISBN 4-09-183401-9
  2. 1994年7月1日初版第1刷発行、ISBN 4-09-183402-7
  3. 1994年10月1日初版第1刷発行、ISBN 4-09-183403-5
  4. 1995年1月1日初版第1刷発行、ISBN 4-09-183404-3
  5. 1995年4月1日初版第1刷発行、ISBN 4-09-183405-1
  6. 1995年7月1日初版第1刷発行、ISBN 4-09-183406-X
  7. 1995年10月1日初版第1刷発行、ISBN 4-09-183407-8
  8. 1996年1月1日初版第1刷発行、ISBN 4-09-183408-6
  9. 1996年3月1日初版第1刷発行、ISBN 4-09-183409-4
  10. 1996年6月1日初版第1刷発行、ISBN 4-09-183410-8
  11. 1996年8月1日初版第1刷発行、ISBN 4-09-184291-7
  12. 1996年11月1日初版第1刷発行、ISBN 4-09-184292-5
  13. 1997年1月1日初版第1刷発行、ISBN 4-09-184293-3
  14. 1997年5月1日初版第1刷発行、ISBN 4-09-184294-1
  15. 1997年7月1日初版第1刷発行、ISBN 4-09-184295-X
  16. 1997年10月1日初版第1刷発行、ISBN 4-09-184296-8
  17. 1998年1月1日初版第1刷発行、ISBN 4-09-184297-6
  18. 1998年5月1日初版第1刷発行、ISBN 4-09-184298-4
  19. 1998年8月1日初版第1刷発行、ISBN 4-09-184299-2
  20. 1998年11月1日初版第1刷発行、ISBN 4-09-184300-X
  21. 1999年2月1日初版第1刷発行、ISBN 4-09-185221-1
  22. 1999年4月1日初版第1刷発行、ISBN 4-09-185222-X
  23. 1999年7月1日初版第1刷発行、ISBN 4-09-185223-8

### 完全版
- 浦沢直樹 『Happy!』 小学館〈ビッグコミックススペシャル〉、全15巻
  1. 「ARE YOU HAPPY?」2003年12月25日発売[4]、ISBN 4-09-187741-9
  2. 「PRO DEBUT!」2003年12月25日発売[5]、ISBN 4-09-187742-7
  3. 「AGAIN AND AGAIN...」2004年1月30日発売[6]、ISBN 4-09-187743-5
  4. 「NO MONEY!!」2004年1月30日発売[7]、ISBN 4-09-187744-3
  5. 「ALL OR NOTHING!!」2004年2月28日発売[8]、ISBN 4-09-187745-1
  6. 「A MUNCH OF STORM」2004年2月28日発売[9]、ISBN 4-09-187746-X
  7. 「UMBELIEVABLE!!」2004年3月30日発売[10]、ISBN 4-09-187747-8
  8. 「HANG IN THERE!!」2004年3月30日発売[11]、ISBN 4-09-187748-6
  9. 「BEAT THEM DOWN!!」2004年4月30日発売[12]、ISBN 4-09-187749-4
  10. 「HE'S MY COACH!!」2004年4月30日発売[13]、ISBN 4-09-187750-8
  11. 「FIGHT IT OUT!!」2004年5月28日発売[14]、ISBN 4-09-187751-6
  12. 「GO AHEAD!!」2004年5月28日発売[15]、ISBN 4-09-187752-4
  13. 「NEVER GIVE UP!!」2004年6月30日発売[16]、ISBN 4-09-187753-2
  14. 「MATCH POINT」2004年6月30日発売[17]、ISBN 4-09-187754-0
  15. 「BE HAPPY!」2004年6月30日発売[18]、ISBN 4-09-187755-9

## テレビドラマ

### Happy!
2006年4月7日にTBS系にて放送。視聴率は14.4％。

#### キャスト
- 海野幸 - 相武紗季
- 桜田純二 - 宮迫博之
- 鳳圭一郎 - 田口淳之介（当時KAT-TUN）
- 竜ヶ崎蝶子 - 小林麻央
- 賀来菊子 - 夏川純
- 海野家康 - 荒川良々
- 桂木 - 沼田爆
- 山口百太郎 - 森下能幸
- 竜ヶ崎花江 - 渡辺えり子
- 鰐淵京平 - 哀川翔
- パパイヤ宮殿店長 - 浜田雅功（特別出演）
- サンダー牛山 - 笑福亭鶴瓶（特別出演）
- 鳳唄子 - 片平なぎさ
- 柴崎コーチ - 不破万作
- 海野洋平太 - 村田雄浩（友情出演）
- 海野舵樹 - 岩沼佑亮
- 海野沙代里 - 奈良瞳
- 海野三悟 - 中野目崇真
- ニュースキャスター - 小林麻耶（当時TBSアナウンサー）　※姉妹共演。

##### テレビドラマ版オリジナル登場人物
- マリア・シャラポワ（演：本人）

#### スタッフ
- 原作:浦沢直樹（小学館「ビッグスピリッツコミックス」刊）
- 脚本:土田英生
- 原案協力:星野博規、由田和人、宮下雅之（小学館「週刊ビッグコミックスピリッツ」編集部）
- 監修:長崎尚志（スタジオ･ビー）
- プロデューサー:伊與田英徳、壁谷悌之
- 演出:片山修
- CG監督:曽利文彦
- 制作:TBSテレビ
- 製作著作:TBS

#### 音楽
主題歌（エンディングテーマ）
- 「Real Face#1」（作詞: スガシカオ／作曲:松本孝弘／編曲:松本孝弘、徳永暁人／Rap詞:JOKER／歌：KAT-TUN）

挿入歌
- 「SHE SAID...」（作詞: 田口亮・Axel G／作曲: Katsumi Ohnishi／Rap詞: JOKER／歌：KAT-TUN）

### Happy!2
- 副題「~私、先輩の為にガンバリます~」
- 2006年12月26日にTBS系にて放送

#### キャスト
- 海野幸 - 相武紗季
- 桜田純二 - 宮迫博之
- 鳳圭一郎 - 田口淳之介（当時KAT-TUN）
- 竜ヶ崎蝶子 - 小林麻央
- 賀来菊子 - 夏川純
- 海野家康 - 荒川良々
- 桂木 - 沼田爆
- 山口百太郎 - 森下能幸
- 竜ヶ崎花江 - 渡辺えり子

- 鰐淵京平 - 哀川翔
- 空き地の男 - 浜田雅功（特別出演）
- サンダー牛山 - 笑福亭鶴瓶（特別出演）
- 鳳唄子 - 片平なぎさ
- 海野洋平太 - 村田雄浩（友情出演）
- 海野舵樹 - 岩沼佑亮
- 海野沙代里 - 奈良瞳
- 海野三悟 - 中野目崇真
- 弁天橋雛 - 青木裕子（当時TBSアナウンサー）

#### スタッフ
- 原作:浦沢直樹（小学館「ビッグスピリッツコミックス」刊）
- 脚本:土田英生
- 原案協力:星野博規、由田和人、宮下雅之（小学館「週刊ビッグコミックスピリッツ」編集部）
- 監修:長崎尚志（スタジオ･ビー）
- プロデューサー:伊與田英徳、壁谷悌之
- 演出:川嶋龍太郎
- CG監督:曽利文彦
- 制作:TBSテレビ
- 製作著作:TBS

#### 主題歌（エンディングテーマ）
- 「Real Face#1」（作詞: スガシカオ／作曲:松本孝弘／編曲:松本孝弘、徳永暁人／Rap詞:JOKER／歌：KAT-TUN）